# Monumentul Grand Staircase-Escalante
Monumentul Grand Staircase-Escalante este situat în sudul statului federal Utah, fiind declarat ca parc național monument al naturii în anul 1996 de președintele american Bill Clinton.

## Descriere
Parcul se întinde pe o suprafață de 7.689 km², mărginindu-se cu Parcul Național Bryce-Canyon și Capitol-Reef ce aparține de Glen Canyon National Recreation Area și Lake Powell. Parcul cuprinde o serie de elemente geografice surprinzătoare ca regiuni de deșert, sau montane în trepte cu formațiuni stâncoase de culori variate fiind traversat de râul Paria River care împreună cu afluenții săi au produs prin eroziune formațiuni geologice deosebit de frumoase. Spre est delimitat de lanțul muntos Cockscomb se află platoul Kaiparowits traversat de canioane o regiune extrem de aridă.
Platoul Kaiparowits, unul dintre ținuturile cele mai aride ale rezervației, care este separat printr-o formațiune Cockscomb (Creastă de cocoș) de restul teritoriului. Platoul Kaiparowits spre răsărit are canionul „Escalante Canyon” unul dintre cele mai frumoase canioane din lume. In partea de sud a rezervației se află șoseaua U.S. Highway 89 (Kanab – Page / Lake Powell) spre Kanab. Celelate drumuri de pe teritoriul monumentului național nu sunt asfaltate, există căi de drumeție amenajate spre locuri demne de vizitat ca Calf Creek Canyon, „Slot Canyon”. Drumurile din ținut pot deveni periculoase prin „flash floods” (inundații neașteptate cauzate de torenți).

## Geografie

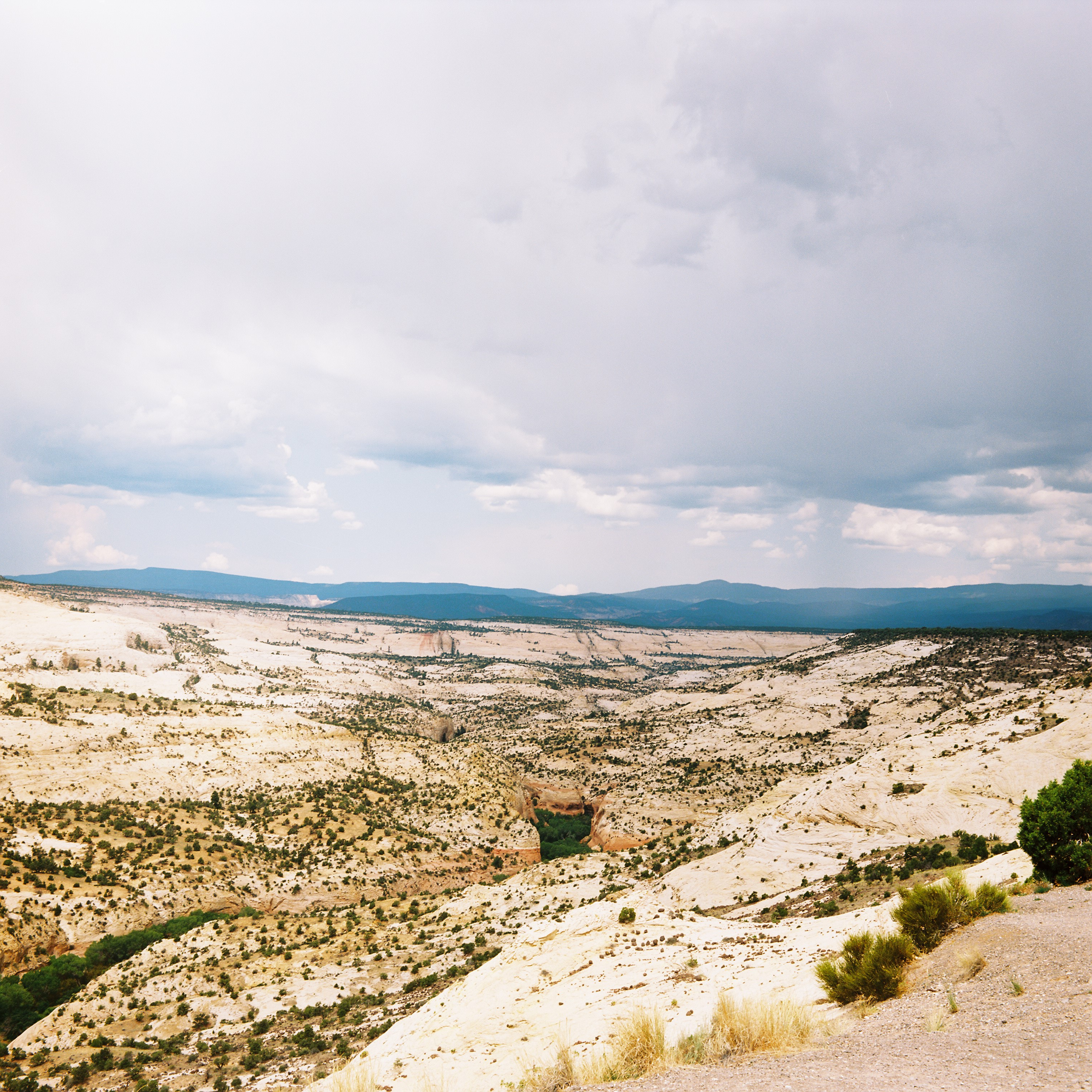
Staircase Mare-Escalante Monumentul Național de pe Drumul de Stat 12